# McDonnell Douglas T-45 Goshawk
El McDonnell Douglas T-45 Goshawk es una versión muy modificada del reactor de entrenamiento basado en tierra británico BAE Systems Hawk. Fabricado por McDonnell Douglas (actualmente Boeing) y British Aerospace (actualmente BAE Systems), el T-45 es usado por la Armada de Estados Unidos como entrenador con capacidad embarcada.

## Desarrollo

### Antecedentes
El T-45 Goshawk tiene sus orígenes en la mitad de los años 70, época en la que la Armada estadounidense comenzó formalmente a buscar un nuevo entrenador a reacción para servir como reemplazo único para sus entrenadores T-2 Buckeye y TA-4J Skyhawk. Durante 1978 fue lanzado formalmente el programa de entrenador avanzado VTX-TS por la Armada estadounidense para cubrir esta necesidad. Un equipo anglo-estadounidense, formado por el fabricante británico British Aerospace (BAe) y la compañía estadounidense McDonnell Douglas (MDC), decidió presentar su propuesta de una versión navalizada del entrenador basado en tierra BAE Systems Hawk. Otros fabricantes también presentaron sus apuestas, como un equipo rival formado por la compañía francesa Dassault Aviation, el fabricante alemán Dornier y la compañía estadounidense Lockheed, que ofrecieron su Alpha Jet para cubrir el requerimiento.
La competición VTX-TS no era simplemente para la compra de un avión aisladamente; comprendía cinco áreas principales: el avión mismo, potentes simuladores de vuelo, ayudas académicas al entrenamiento totalmente desarrolladas, apoyo logístico integrado, y una gestión de programas. Para su propuesta, MDC era el contratista principal y el integrador de sistemas, BAe funcionaba como principal subcontratista y socio del elemento avión, Rolls-Royce proporcionaba el motor Adour para propulsar al avión, y Sperry era el principal subcontratista del sistema del simulador. En noviembre de 1981, la Armada estadounidense anunció que había seleccionado al Hawk como ganador de la competición VTX-TS. Se informó que aproximadamente el 60% de los trabajos del programa del T-45 se llevaría a cabo en ultramar, en Gran Bretaña. Durante septiembre de 1982, se concedió un contrato de Desarrollo de Ingeniería a Gran Escala al equipo de MDC para desarrollar totalmente y producir el avión propuesto, que había sido designado T-45 Goshawk. El 16 de abril de 1988, el primer T-45 realizó su primer vuelo.

### Producción

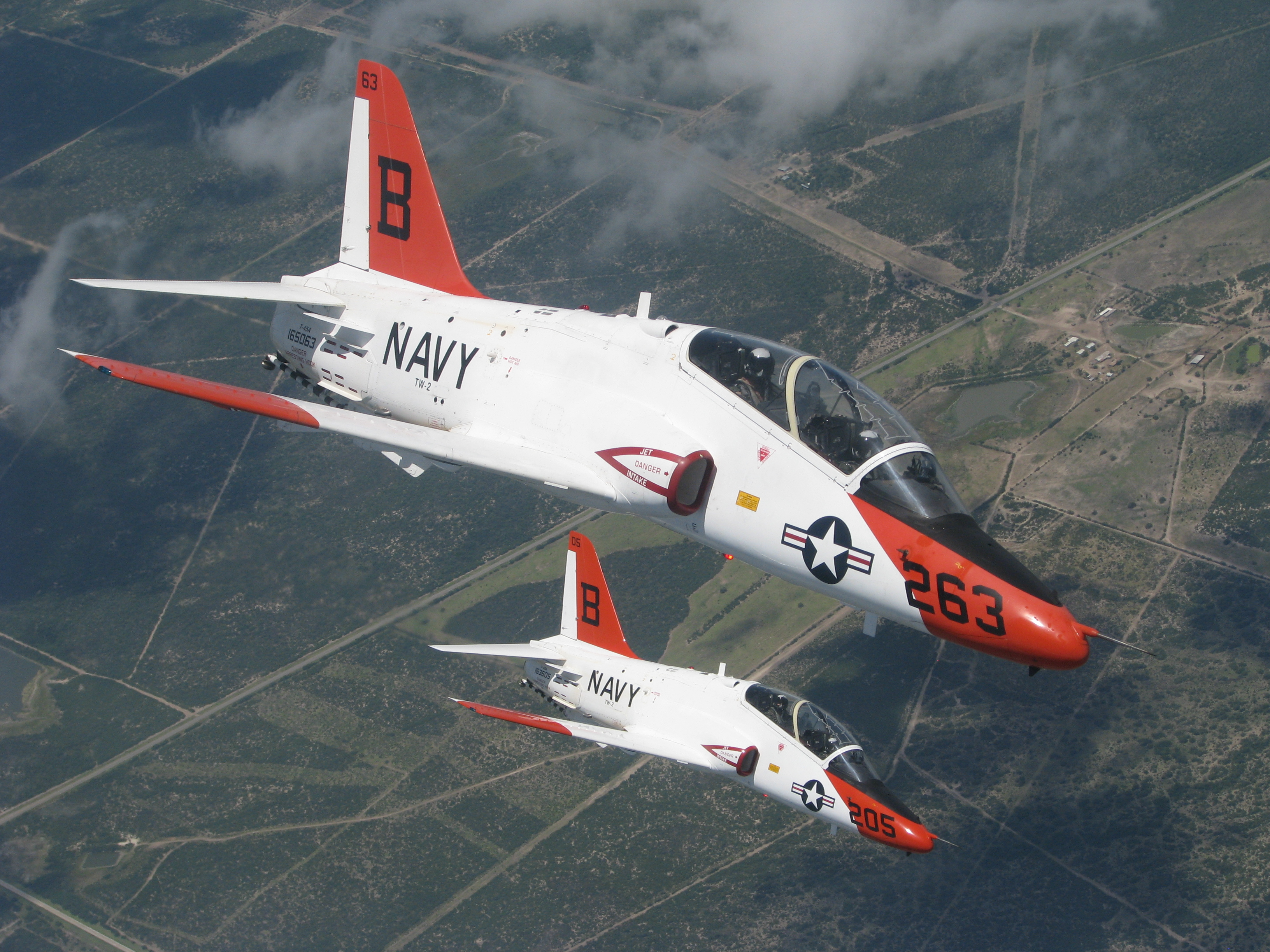
Un par de T-45A Goshawk en un vuelo de entrenamiento sobre Texas.

Los trabajos de producción se dividieron entre las dos principales compañías asociadas. BAE Systems (sucesor de Bae tras la fusión con Marconi Electronic Systems durante 1999) fue responsable de fabricar la parte del fuselaje por detrás de la cabina, junto con las entradas de aire y el estabilizador vertical el T-45, en sus instalaciones de Samlesbury, mientras que las alas eran producidas en la planta de la compañía en Brough, Inglaterra. Boeing (que se había fusionado con McDonnell Douglas durante 1997) realizaría la fabricación de los elementos restantes del Goshawk, así como el ensamblaje del modelo en  una línea de producción en San Luis (Misuri), tras haber transferido los trabajos del programa desde las instalaciones de la compañía en Long Beach (California).
El Goshawk retuvo la típica planta motriz usada por el Hawk, el motor a reacción turbofan Rolls-Royce Adour. A mitad de los años 90, Rolls Royce trabajó en el establecimiento de una línea de producción del motor basada en los Estados Unidos, que iba a ser operada por la antigua Allison Engine Company (que había sido adquirida recientemente por Rolls-Royce en 1995); sin embargo, durante septiembre de 1997, la Armada estadounidense decidió terminar con los trabajos parcialmente acabados del motor. Por esa época, la Armada estaba muy interesada en adoptar potencialmente otra planta motriz para el Goshawk, el motor turbofan F124 de la International Turbine Engine Company. El 7 de octubre de 1996, un avión T-45A de pruebas voló propulsado por el motor rival F124.
Los primeros aviones de producción fueron designados T-45A. De diciembre de 1997 en adelante, los Goshawk de producción tardía fueron construidos con un sistema de aviónica mejorado, que incluía la adopción de una cabina de cristal y HUD; por ello, fue redesignado T-45C. De 2003 en adelante, todos los entrenadores T-45A supervivientes fueron finalmente convertidos a la más moderna configuración T-45C bajo el Programa de Modernización de Aviónica Requerida del T-45. Este programa hacía que los entrenadores de la Armada llevaran un estándar Cockpit 21 idéntico, que incorporaba tanto el HUD como la cabina de cristal, teniendo el beneficio de hacer los entrenadores más similares a los aviones de caza de primera línea de la Armada estadounidense. El 16 de marzo de 2007, se anunció que el Goshawk número 200 había sido entregado a la Armada estadounidense. Durante noviembre de 2009, fue entregada la aeronave número 221, el último aparato producido.

### Desarrollo posterior
A principios de 2008, la Armada estadounidense anunció que varios de sus T-45C Goshawk serían dotados con una capacidad de radar sintético para permitirles apoyar los requerimientos de entrenamiento del tripulante trasero, y que se estaba considerando un posible requerimiento para una orden consecuente con tal equipamiento. Un lote inicial de 19 T-45C equipados con este sistema de entrenamiento de misión virtual (VMTS), que simula las capacidades del radar Raytheon APG-73 del Boeing F/A-18E/F Super Hornet de la Armada estadounidense (incluyendo el mapeo del terreno, modos de adquisición de blancos aire-tierra y aire-aire, junto con la capacidad de entrenamiento de guerra electrónica) fue entregado a la escuela de entrenamiento del Oficial de Vuelo Militar No Graduado de la Armada en Pensacola, Florida. El modelo fue usado para preparar a los operadores de sistemas de armas y guerra electrónica para el Super Hornet y el Boeing EA-18G Growler.
Tanto McDonnell Douglas como Boeing han tenido múltiples aproximaciones a potenciales clientes de ultramar, ofreciendo normalmente a los Goshawk para realizar tareas de entrenamiento. A mitad de los años 90, McDonnell Douglas formó equipo con Rockwell International para presentar conjuntamente el T-45 como reemplazo de la flota de entrenadores a reacción de la Real Fuerza Aérea Australiana, en competición contra, entre otros, el Hawk del que el modelo había derivado. Esfuerzos de comercialización para adquirir clientes de exportación se intensificaron tras un recorte en las adquisiciones realizado por la Armada estadounidense durante 2003; según Lon Nordeen, gerente de desarrollo de negocios del T-45, se había identificado que Israel tenía un potencial requerimiento del modelo. A finales de 2006, la compañía promocionó el concepto de una variante avanzada del T-45C Goshawk para Grecia, enfatizando su cercana compatibilidad con el entrenador Beechcraft T-6 Texan II ya operado por el país. A principios de 2007, Mark Kronenberg, vicepresidente de Boeing, afirmó que la compañía había mantenido negociaciones con la Armada India, que tenía un requerimiento anticipado de un avión de entrenamiento naval.
Comenzando en 2003, el Mando Aéreo de Formación y Entrenamiento de la Fuerza Aérea (AETC) de los Estados Unidos (USAF) trabajó en los requerimientos para reemplazar al entrenador a reacción de los años 60 Northrop T-38 Talon. En 2010, se informó que la Armada estadounidense había participado en las evaluaciones de la iniciativa, conocida como programa T-X, y había estado considerando los méritos de adoptar el mismo avión para cubrir sus requerimientos a largo plazo, para finalmente reemplazar así mismo al Goshawk. Se informó que BAE Systems, más tarde en asociación con la compañía de defensa estadounidense Northrop Grumman, había mantenido negociaciones con la USAF para el desarrollo de un nuevo derivado potencial del Hawk, según sus necesidades de entrenador específicas, similar en diseño al Goshawk de la Armada estadounidense.

## Diseño
El T-45 Goshawk es una versión totalmente embarcable del British Aerospace Hawk Mk.60. Fue desarrollado como entrenador de vuelo a reacción para la Armada (USN) y el Cuerpo de Marines de los Estados Unidos (USMC). El Hawk no había sido diseñado originalmente para realizar operaciones embarcadas; por ello, se requirieron numerosas modificaciones para producir un avión adecuado a tal uso, como un extenso reforzamiento de la célula, necesario para soportar las excesivas fuerzas impuestas por las tensiones relacionadas con los lanzamientos desde catapulta y aterrizajes con alto régimen de descenso, ambos escenarios rutinarios en las operaciones desde un portaaviones.
El más notable de los cambios realizados en el diseño del Hawk fue la adopción de un sistema de slats de borde de ataque comparativamente simple, operado por un mecanismo de actuador y articulación capaz de ser alojado en el limitado espacio libre disponible, junto con la adición de canalizadores en el fuselaje que mejoran en el flujo de aire. Otras modificaciones del Goshawk incluyen su célula reforzada, la adopción de un tren de aterrizaje más robusto y ancho, completado con la unión de una barra de remolcaje de catapulta a la pata de nuevo diseño de dos ruedas del tren de morro, y un gancho de apontaje. Adicionalmente, las puntas alares se hicieron más cuadradas, y se instalaron una extensión de 0,15 m en la aleta de cola y unos planos de cola de envergadura aumentada (que también fueron dotados con puntas cuadradas), junto con una única aleta ventral por delante del gancho de apontaje.
En el momento de la selección del Goshawk, el USS Lexington de la época de la Segunda Guerra Mundial era el portaaviones de entrenamiento de la Armada estadounidense. El Lexington, que presentaba una cubierta de vuelo angulada de 277 m de largo y 58 m de ancho, completada con un par de catapultas de vapor de carrera corta y similarmente cortas, y sistema de cables de retención sin amortiguar, fue un factor principal en el diseño del T-45 para que fuera apto para realizar tales operaciones. Los cambios aerodinámicos del avión, que fueron desarrollados por BAe en sus instalaciones basadas en el Reino Unido, incluyeron mejoras en las características de manejo a baja velocidad y en una reducción de la velocidad de aproximación. Durante las pruebas de vuelo del Goshawk, se reveló que el avión mantenía unas características de vuelo relativamente favorables, incluso cuando volaba en condiciones de pérdida a la requerida baja velocidad de aproximación.

## Historia operacional

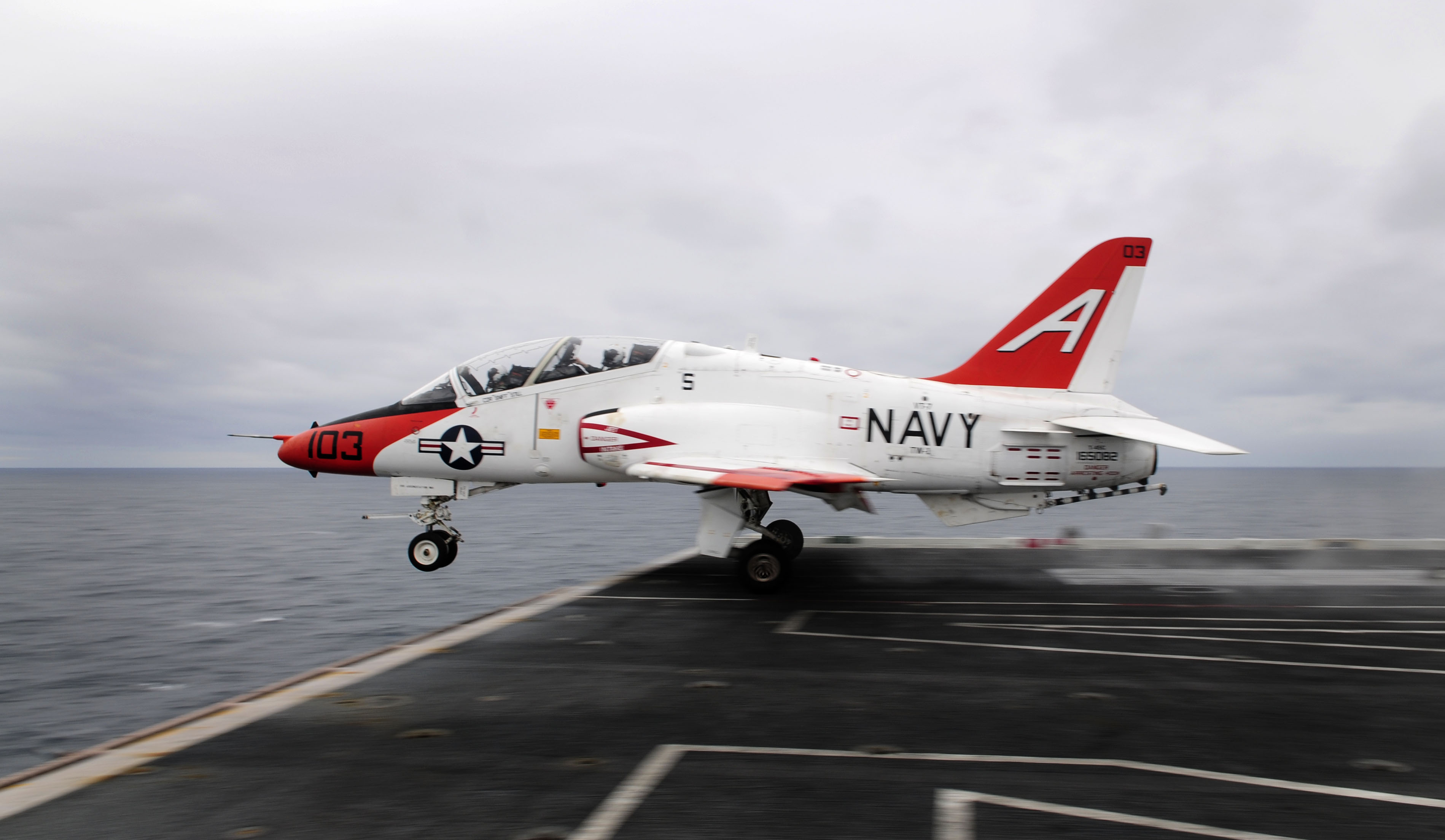
Un T-45 Goshawk siendo lanzado desde el USS John C. Stennis (CVN-74) en 2010.

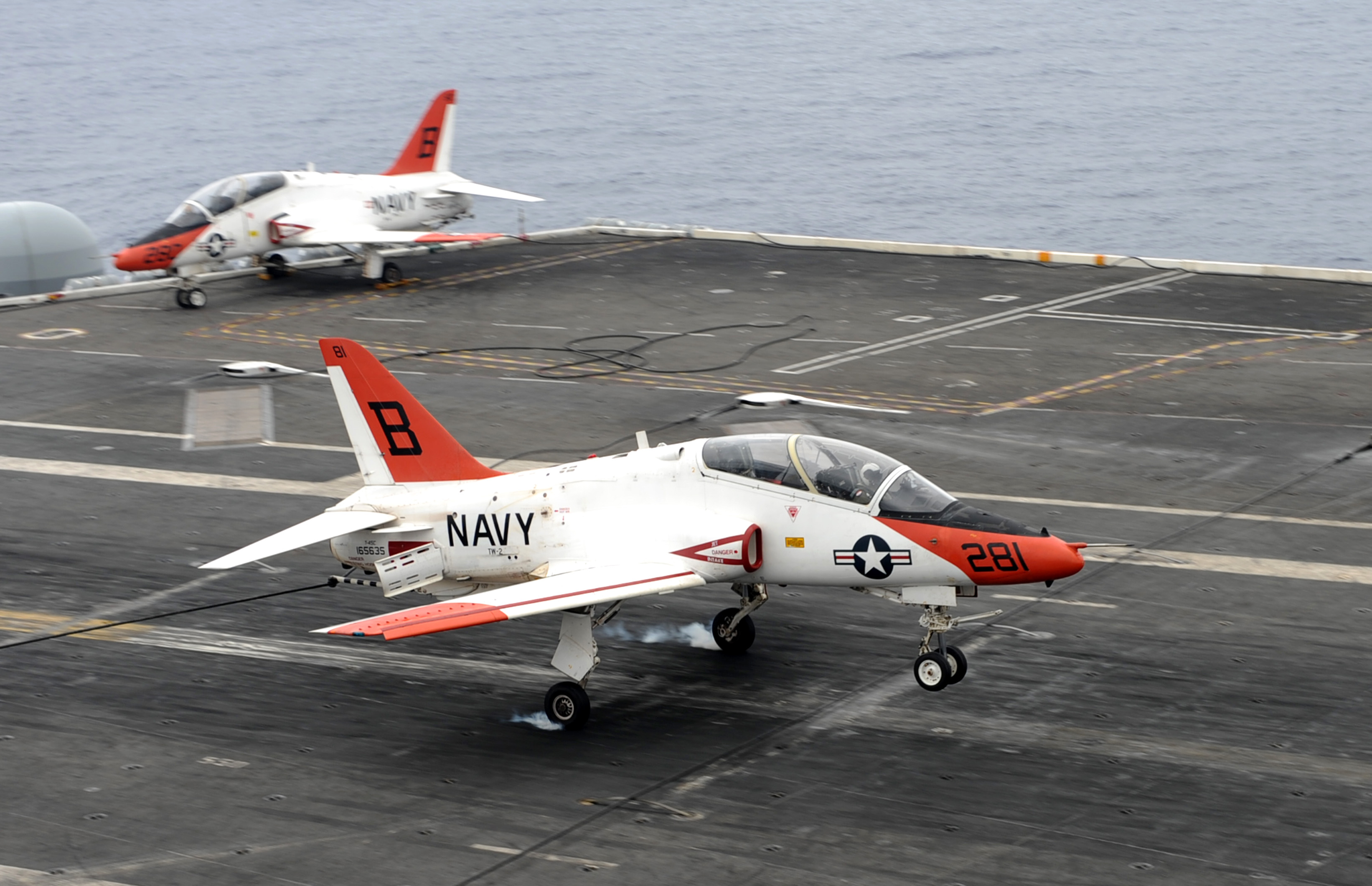
Un T-45 Goshawk realizando un apontaje en el USS Dwight D. Eisenhower (CVN-69) en 2011.

El T-45 ha sido usado para realizar porciones intermedias y avanzadas del programa de entrenamiento de pilotos de ataque de Aviador Naval Estudiante del Cuerpo de Marines/Armada con la Training Air Wing One en la NAS Meridian, Misisipi, y la Training Air Wing Two, en la NAS Kingsville, Texas. El T-45 reemplazó al entrenador a reacción intermedio T-2C Buckeye y al entrenador a reacción avanzado TA-4J Skyhawk II con un sistema de entrenamiento integral que incluía a los aviones T-45 Goshawk, simuladores de vuelo operacionales e instrumentales, académicos, y apoyo del sistema de integración de entrenamiento. En 2008, el T-45C también comenzó a realizar operaciones en la porción avanzada de la fase de entrenamiento arriba mencionada para aviones de ataque, con la Training Air Wing Six en NAS Pensacola, Florida. Un pequeño número de aviones también es operado por el Mando Naval de Sistemas Aéreos en la Estación aeronaval del Río Patuxent, Maryland.
El T-45A original, operativo en 1991, contenía un diseño de cabina analógico, mientras que el más moderno T-45C, que fue entregado por primera vez en diciembre de 1997, presentaba un nuevo diseño de cabina de cristal digital. Todos los aviones de T-45A en uso operativo se modernizaron al estándar T-45C. El T-45 permanecerá en servicio hasta 2035 o más allá.
En 2017, la Armada estadounidense inmovilizó en tierra la flota de T-45 durante una “pausa de seguridad” de 3 días, después de que más de 100 pilotos instructores rechazaran volar el avión. Adujeron preocupación acerca de los incidentes de hipoxia que creían que eran el resultado de un fallo en los sistemas de generación de oxígeno de a bordo. En los 5 años anteriores, casi se habían cuadruplicado los episodios fisiológicos vinculados a problemas con el sistema de oxígeno del T-45, según testimonios de aviadores navales realizados en abril de 2017. La orden de inmovilización en tierra primero se alargó y luego se levantó, pero solo para instructores y con una restricción de techo de vuelo de 3000 m (10 000 pies), donde el Sistema de Generación de Oxígeno de a Bordo (OBOGS) no era necesario. La orden de inmovilización en tierra fue levantada totalmente, junto con todas las restricciones de  techo de vuelo y pilotos estudiantes en agosto de 2017. La flota de T-45 fue más tarde modernizada con nuevos sensores para monitorizar los sistemas de oxígeno de a bordo, así como un nuevo sistema de separación de agua, con la esperanza de reducir los sucesos de hipoxia y determinar la causa principal de los problemas. Aunque las causas subyacentes todavía no han sido definitivamente determinadas, en el primer trimestre de 2018, los sucesos de hipoxia habían vuelto a niveles nominales después de alcanzar su máximo en 2016 y 2017. Los trabajos continúan para asegurar que más sucesos fisiológicos se mantienen al mínimo (están siendo desarrollados sistemas de oxígeno de reserva y se planeó que fueran instalados en la segunda mitad de 2019). En los años recientes, problemas similares también han afectado a los F/A-18 de la Armada, y a los T-6, F-22 y F-35 de la Fuerza Aérea, algunos en la misma o parecida época, y el Departamento de Defensa ha establecido un mando conjunto para investigar los problemas.
En octubre de 2022, la Armada estadounidense inmovilizó en tierra 193 aviones T-45C tras descubrirse una avería en un álabe de un motor.

## Variantes
T-45A
Entrenador a reacción básico y avanzado biplaza para la Armada y Cuerpo de Marines estadounidenses.
T-45B
Versión propuesta basada en tierra que habría sido básicamente un Hawk convencional equipado con una cabina de especificaciones estadounidenses y sin capacidad embarcable. La armada estadounidense habría querido comprar el T-45B para que los pilotos en formación pudieran beneficiarse de una capacidad de entrenamiento anterior, pero abandonó la idea durante 1984 en favor de modernizaciones menos costosas del TA-4J y T-2C.
T-45C
T-45A mejorado, equipado con una cabina de cristal, navegación inercial y otras mejoras. Todos los T-45A existentes han sido modernizados al estándar T-45C.
T-45D
Designación provisional para una futura modernización del T-45, incorporando potencialmente varias mejoras de fábrica y equipo adicional, como pantallas montadas en los cascos.

## Operadores
Estados Unidos

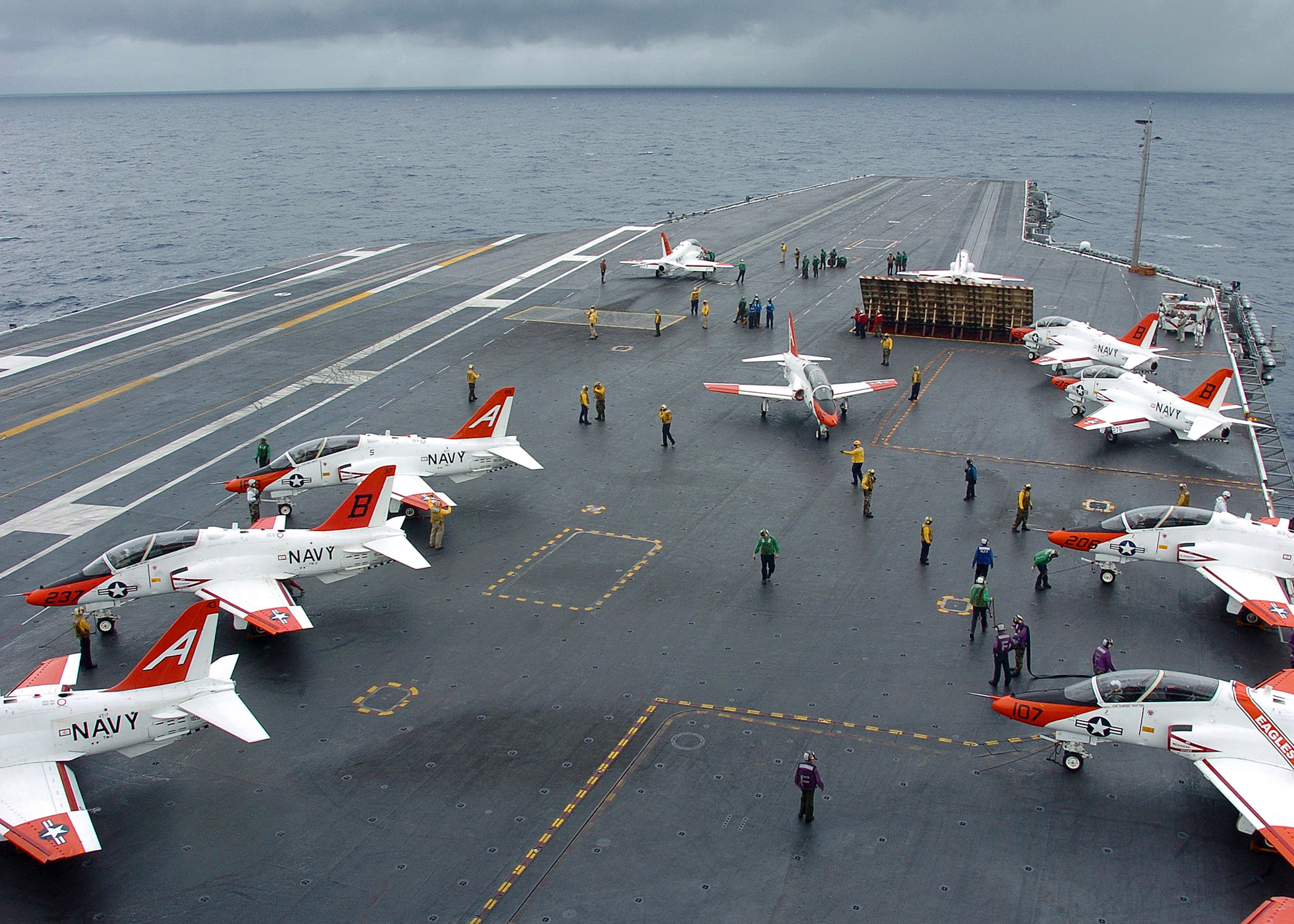
T-45 Goshawk a bordo del USS Harry S. Truman (CVN-75) en 2005.

- Armada de los Estados Unidos: opera la variante T-45C.

## Especificaciones (T-45A)
Referencia datos: Air Vectors

### Características generales
- Tripulación: Dos (estudiante e instructor)
- Longitud: 11,99 m
- Envergadura: 9,39 m
- Altura: 4,08 m
- Superficie alar: 17,7 m²
- Peso vacío: 4460 kg
- Peso máximo al despegue: 6387 kg
- Planta motriz: 1× turbofán Rolls-Royce Turbomeca F405-RR-401.
  - Empuje normal: 26 kN (5527 lbf) de empuje.

### Rendimiento
- Velocidad máxima operativa (Vno): 1038 km/h (645 MPH; 560 kt)
- Alcance: 1288 km (695 nmi; 800 mi)
- Techo de vuelo: 12 900 m (42 323 ft)
- Régimen de ascenso: 40,6 m/s (7992 ft/min)

### Desarrollos relacionados
- BAE Hawk
- British Aerospace Hawk 200

### Aeronaves similares
- T2V/T-1 SeaStar
- IA-63 Pampa
- T-2 Buckeye
- TA-4F/J Skyhawk
- Sukhoi Su-25UTG

### Secuencias de designación
- Secuencia T-_ (Entrenadores estadounidenses, 1948-presente): ←  T-42 - T-43 - T-44 - T-45 - T-46 - T-47 - T-48 (I) →

### Listas relacionadas
- Anexo:Aeronaves de la Fuerza Aérea de los Estados Unidos (históricas y actuales)